# Instituto de Estudios Pisoraca
El Instituto de Estudios Pisoraca (IEP) es una entidad sin ánimo de lucro creada en 1987 con fines de investigación y divulgación arqueológica, histórica, literaria, etnográfica y científica. Su ámbito de acción se centra en el norte de Hispania.

## Localización
El nombre del IEP hace referencia a la antigua ciudad denominada Pisoraca, cuyos restos se hallan distribuidos en torno a la actual Herrera de Pisuerga.

## Actividades

### Excavaciones arqueológicas
El Instituto de Estudios Pisoraca ha colaborado en la organización y desarrollo de varias campañas de excavaciones arqueológicas en el término municipal de Herrera de Pisuerga, centradas sobre todo en las épocas clásica y altomedieval.

### Publicaciones
El IEP ha editado varios libros sobre historia y arte, tanto generales como locales (por ejemplo, sobre Herrera de Pisuerga y otros pueblos cercanos, como Sotobañado y Priorato). También ha colaborado en obras editadas por terceras organizaciones, siempre dentro de los fines previstos por sus estatutos.